# Puštičkovité
Puštičkovité (Linderniaceae) je čeleď vyšších dvouděložných rostlin z řádu hluchavkotvaré (Lamiales). Puštičkovité zahrnují téměř 200 druhů ve 13 rodech. Všechny tyto druhy byly do roku 2005 řazeny do čeledi krtičníkovité. V České republice je stejně jako v celé Evropě původní jediný druh - puštička pouzdernatá.

## Charakteristika
Puštičkovité jsou krátkověké až vytrvalé byliny nebo polokeře se vstřícnými jednoduchými listy bez palistů. Listy jsou celistvé, většinou zubaté, řidčeji celokrajné.
Květenství jsou úžlabní nebo vrcholové hrozny nebo jsou květy jednotlivé. Květy jsou oboupohlavné, souměrné, pětičetné. Kalich je z 5 lístků. Koruna je srostlá ze 2 až 5 lístků, dvoupyská, spodní pysk je delší než horní. Tyčinky jsou nejčastěji 4, řidčeji 2 až 5, přirostlé ke koruně. Často jsou 2 tyčinky jiné než ostatní (zakřivené, delší a podobně). U některých zástupců jsou přítomna 2 staminodia. Semeník je svrchní, srostlý ze 2 plodolistů, s jedinou čnělkou. Plodem je septicidní nebo septifrágní tobolka s mnoha malými semeny.

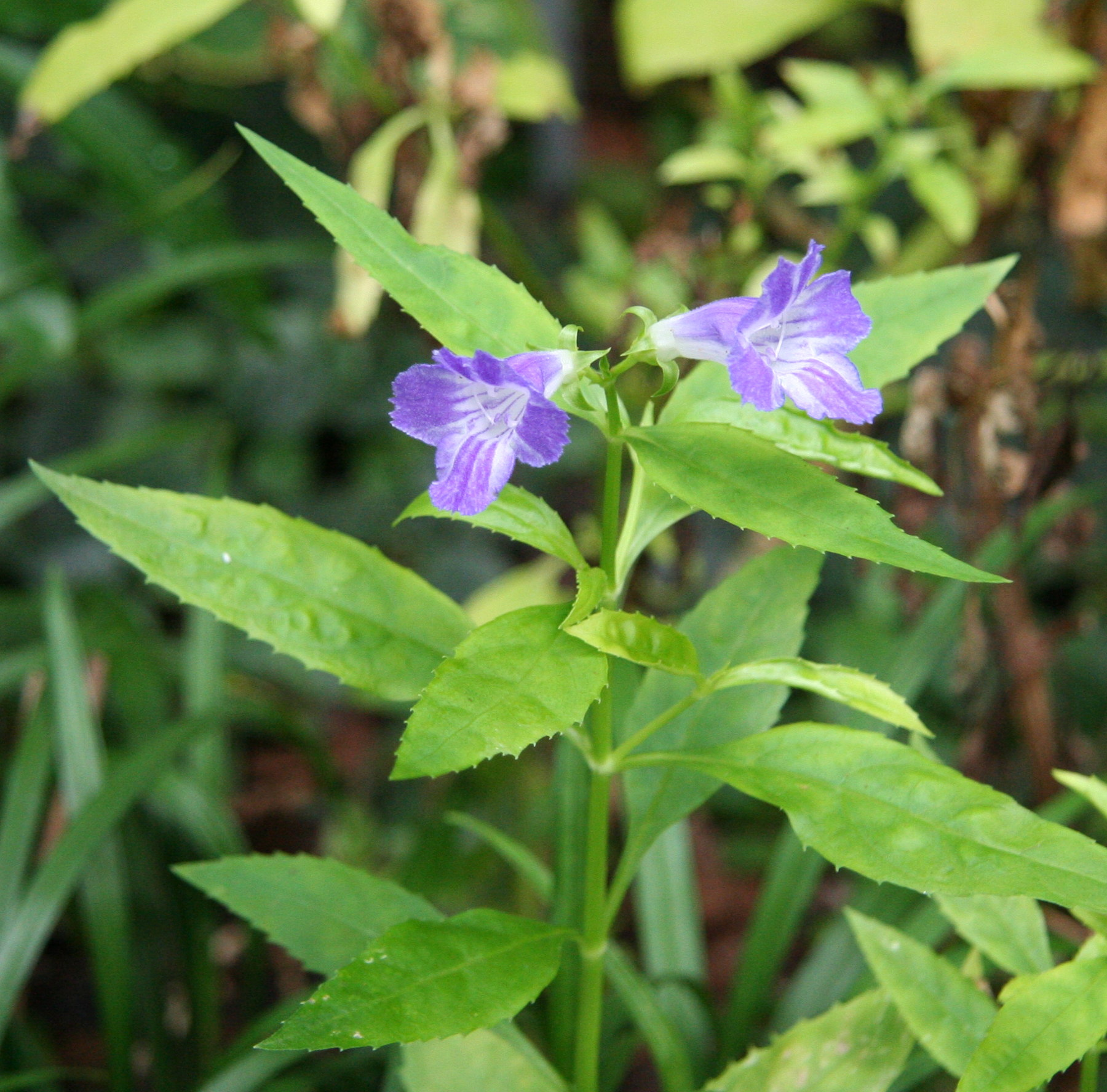
Artanema fimbriatum
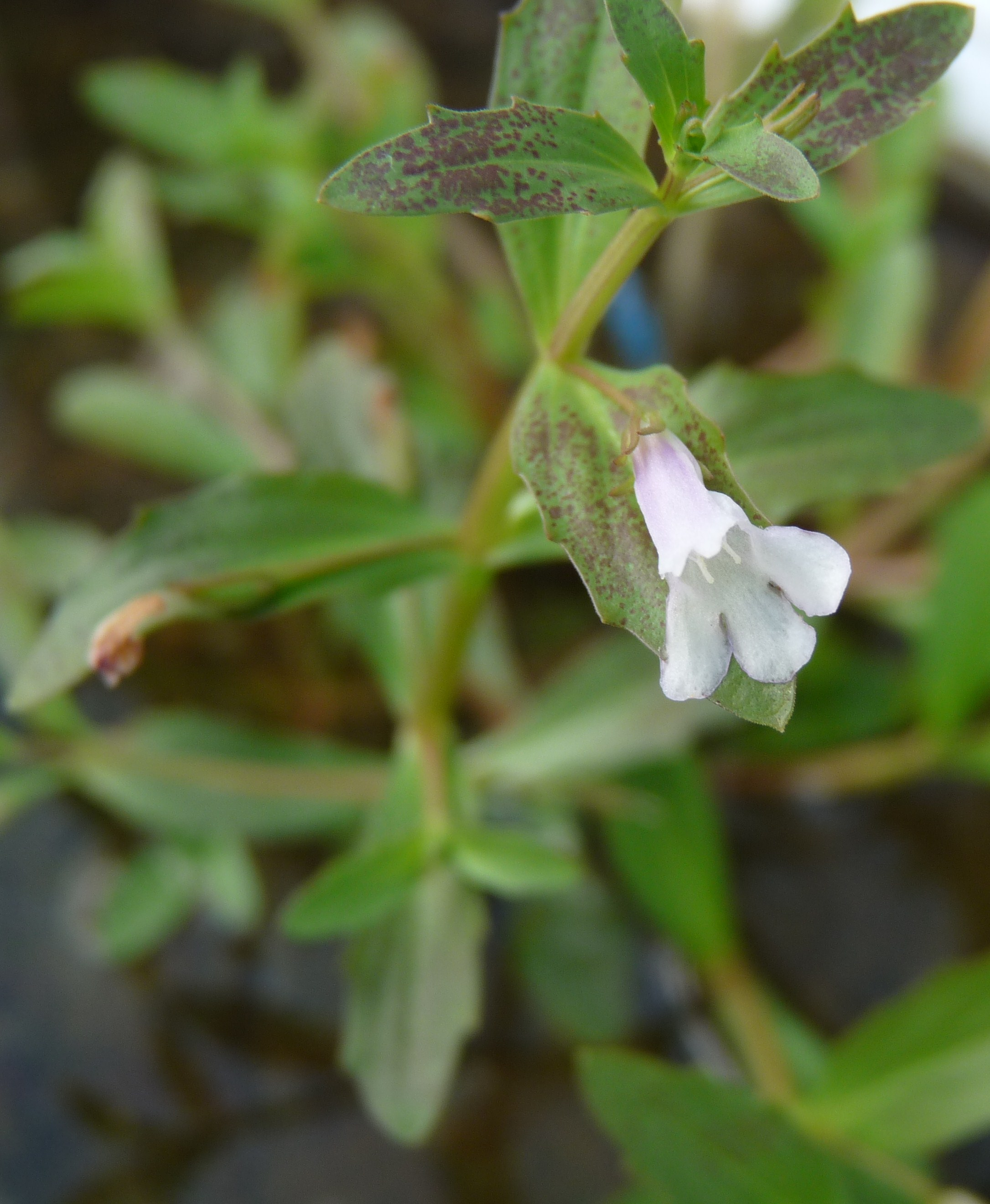
Puštička pochybná (Lindernia dubia)
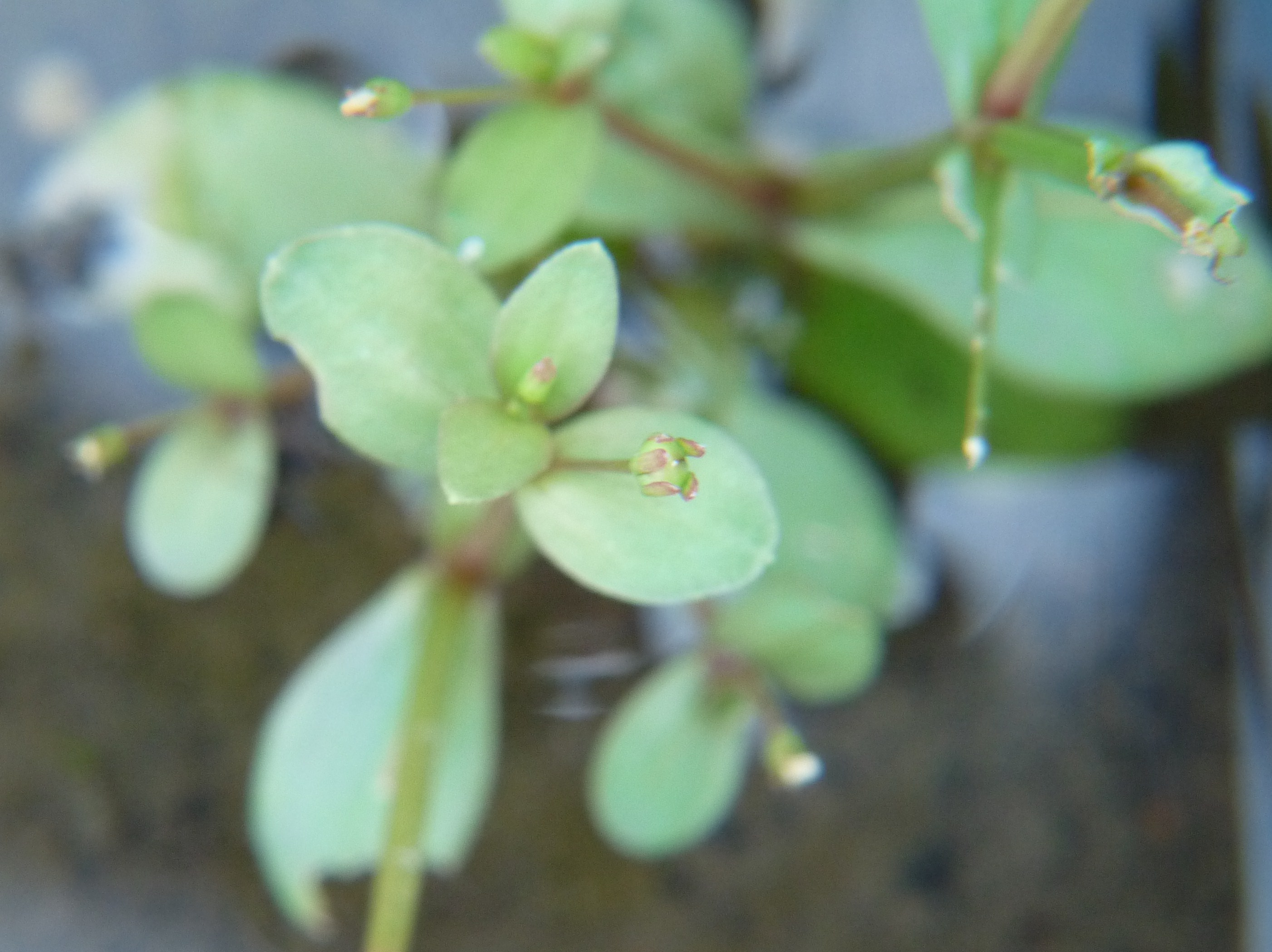
Puštička pouzdernatá (Lindernia procumbens)

## Rozšíření
Čeleď zahrnuje asi 195 druhů ve 13 rodech. Největší rody jsou puštička (Lindernia, asi 100 druhů) a torénie (Torenia, asi 40 druhů). Vyskytuje se po celém světě od tropů po teplejší oblasti mírného pásu. Nejvíce druhů je v Americe.
V květeně ČR je tato čeleď zastoupena jediným druhem. Puštička pouzdernatá (Lindernia procumbens) se vyskytuje nehojně především v třeboňské pánvi. Vzácně byla v Česku nalezena zavlečená severoamerická puštička pochybná (Lindernia dubia). Puštička pouzdernatá je také jediným evropským druhem.

## Taxonomie
Všechny rody čeledi puštičkovité byly předtím řazeny do krtičníkovitých (Scrophulariaceae).

## Zástupci
- hořčicha (Picria)
- malokvětka (Micranthemum)
- polokvětka (Hemianthus, syn. Micranthemum)
- puštička (Lindernia)
- torénie (Torenia)[6]

## Přehled rodů
Artanema,
Bampsia,
Bonnaya,
Catimbaua,
Craterostigma,
Crepidorhopalon,
Hartliella,
Hemiarrhena,
Isabelcristinia,
Lindernia,
Linderniella,
Micranthemum (včetně Hemianthus),
Picria,
Pierranthus,
Schizotorenia,
Scolophyllum,
Stemodiopsis,
Torenia,
Vandellia,
Yamazakia